# 304557 Welling
304557 Welling este o planetă minoră (asteroid) din centura de asteroizi. A fost descoperită pe 26 octombrie 2006 la Mauna Kea Observatories⁠(d) de Paul A. Wiegert⁠(d). 
Obiectul prezintă o orbită caracterizată de o semiaxă mare de 2,9171664689602 UAi, o excentricitate de 0,060284605915098, o înclinație de 2,5265955707644 ° în raport cu ecliptica.